# Cienfuegos
Cienfuegos (španjolski za „stotinu vatri”) je glavni grad istoimene kubanske pokrajine Cienfuegos. Grad je smješten na zapadu središnje Kube, na obali Karipskog mora, oko 250 km jugoistočno od Havane.
Cienfuegos je jedna od glavnih kubanskih luka, smještena u području gdje se uzgajaju šećerna trska, duhan i kava.
Grad su 1819. godine osnovali francuski doseljenici i ubrzo je postao središte trgovine šečernom repom, duhanom i kavom. Bogati grad se najprije razvio u neoklasicističkom stilu, a potom u historicističkom eklektizmu, zadržavši skladnu gradsku vedutu. Zbog toga je Cienfuegos upisan na UNESCO-ov popis mjesta svjetske baštine u Sjevernoj Americi] 2005. godine.

## Povijest
Područje današnjeg grada su Španjolci zvali Cacicazgo de Jagua i bilo je naseljeno autohtonim indijancima. Na ulazu u zaljev Cienfuegos Španjolci su 1745. godine podigli utvrdu Castillo de Nuestra Señora de los Angeles de Jagua kako bi se branili od karipskih pirata.
Dana 22. travnja 1819. godine, Don Louis de Clouet je poveo skupinu francuskih doseljenika iz Bordeauxa, Louisiane, Philadelphije i Guarica, koji su osnovali grad i nazvali ga Fernardina de Jagua, u čast 
tadašnjeg španjolskog kralja, Ferdinanda VII.
Naselje je dobilo status gradića (šp. Villa) 1829., te grada (Ciudad) 1880. godine. U to vrijeme je prozvan Cienfuegos, po tadašnjem vojnom upravitelju Kube. U blizini grada se 11. svobnja 1898. godine, tijekom Španjolsko-američkog rata, odigrala bitka između američkih marinaca koji su pokušali presjeći podvodne kabele španjolske vojske.
Tijekom kubanske revolucije grad se pobunio protiv diktatora Fulgencija Batiste, na što je ovaj odgovorio bombardiranjem grada 5. rujna 1957. godine
Kada je 1976. godine osnovana pokrajina Cienfuegos, nova uprava se koncentrirala u novim dijelovima grada, a povijesno središte je preživjelo bez drastičnih promjena.

## Znamenitosti
Grad je izvorno imao mrežni plan ulica s 25 kvadratične četvrti, kojeg su okruživale ulice: Ulica sv. Elene na sjeveru, sv. Klare na jugu, Velazco na zapadu i Hourruitiner na istoku. Ovaj mrežni plan je ponovljen i tijekom širenja grada u 19. stoljeću.
Povijesno središte je koncentrirano oko središnjeg trga Plaza de Armas koji je produljen sa zapadne strane 1830-ih. Oko njega se nalaze upravne zgrade, crkva, carinarnice i sl. Grad je zadržao skladan neokalsicistički izgled s uglavnom dvokatnicama koje imaju jasno definirana pročelja bez trijemova. U povijesnom središtu se nalazi 6 zgrada iz prve polovice, te 327 zgrada iz druge polovice 19. st., te 1.188 zgrada iz prve polovice 20. st.
Znamenite građevine su:
- Utvrda Jagua (Castillo de Nuestra Señora de los Ángeles de Jagua)
- Parque José Martí je park u središnjem trgu Plaza de Armas. Na njemu se nalaze:
  - Guvernerova palača, danas Pokrajinski narodni sabor
  - Slavoluk pobjede (Arco de Triunfo) je jedini slavoluk na Kubi
  - Katedrala Bezgrešnog Začeća (Catedral de la Purisma Concepción) ima vitraje iz 1833. – 1869.
- Škola San Lorenzo
- Palača Ferrer
- Pokrajinski muzej (Museo Provincial) posjeduje vrijedne izloške namještaja i porculana
- Palača doline (Palacio de Valle), sagrađena je od 1913. – 17. u neogotičkom stilu
- Palmira Yorubá Pantheon je muzej vjerskog afro-katoličkog sinkretizma
- Delfinario je morska laguna s dupinima i morskim lavovima
- Jardín Botánico de Cienfuegos je botanički vrt površine 97 ha
- Sveučilište Carlos Rafael Rodríguez (UCF) je glavna viša obrazovna ustanova pokrajine Cienfuegos

- Park Marti s gradskom vijećnicom
- Katedrala Cienfuegosa
- Palacio de Valle
- Palacio Azul ("Plava palača"), danas Hotel Estatal
- El Teatro Tomas Terry

## Slavni stanovnici
- Benny Moré, kubanski pjevač
- Cristóbal Torriente, kubanski igrač bejzbola
- Gina Pellón, izganani kubanski slikar koji živi u Parizu
- María Conchita Alonso, kubansko-venecuelanski pjevač
- Luis Posada Carriles, antikastrovski terorist odgovoran za bombardiranje zrakoplova Cubana 455 1976. god.
- Joe Azcue, bejzbol igrač MLB lige
- María Conchita Alonso, američka glumica

## Gradovi prijatelji
Grad Cienfuegos je zbratimljen s 5 sljedećih gradova:
- Bahía Blanca, Argentina
- Cambridge, SAD
- Etzatlán, Meksiko
- Kingston, Kanada
- Tacoma, SAD

## Vanjske poveznice
- Guide of Cienfuegos  Arhivirana inačica izvorne stranice od 29. travnja 2012. (Wayback Machine) (engl.)